# 中村 (静岡県)
中村（なかむら、英語: Naka Village）は、日本にかつて存在した村である。

## 概要
静岡県の西部、城東郡に属していた村である。1889年（明治22年）に西之谷村、大石村、中村の大部分、川久保村の一部が合併し、町村制に基づく中村が設置された。1896年（明治29年）より小笠郡に属し、1956年（昭和31年）に城東村に編入された。

## 地理

### 地勢
現在の掛川市や菊川市にあたり、菊川中流右岸域に位置する。村域は5.10平方キロメートルであった。
- 河川：菊川
- 湖沼：田ヶ池[2]

### 隣接していた自治体
- 静岡県
  - 小笠郡
    - 小笠町
    - 大浜町
    - 城東村

## 歴史

### 沿革
- 1889年（明治22年）4月1日 - 町村制の施行により、西之谷村、大石村、中村［大部分］、川久保村［一部］が合併して城東郡中村が発足。
- 1896年（明治29年）4月1日 - 郡制の施行により所属郡が小笠郡に変更。
- 1956年（昭和31年）9月30日 - 城東村に編入。同日中村廃止。
- 1957年（昭和32年）9月1日 - 城東村大石の一部が小笠町、城東村中の一部が大浜町に編入。
- 1958年（昭和33年）1月1日 - 城東村大石の一部が小笠町に編入。
- 1958年（昭和33年）4月1日 - 城東村海戸の一部が小笠町に編入。

## 産業
中村の主要産業は、農業を中心とした第一次産業であった。1934年（昭和9年）に発行された『新撰鄕土史体系』によれば、中村では農産物3万7000円を産出しているが、「他の生業は全然營まれてゐない」とされており、「純農村」と評されている。

## 神社仏閣
村内には多数の神社が鎮座しており、人々の信仰を集めている。村社としては、八坂神社、八幡神社、神明神社、赤山神社、津島神社、の5社が鎮座していた。村内の神社のほとんどは、村に満勝寺が創建された後に建てられた。また、高天神城の戦いの直後に創建や再興されたものが多いが、これは戦乱により避難を余儀なくされていた住民が帰村し祭祀を再興したためとみられる。具体的には、1086年に素我神社が創建され、同年（応徳2年）に天王社が勧請された。1447年には八幡社が、1491年には神明社が、それぞれ創建された。1586年には赤山神社が創建され、1587年には八坂社・八幡社が修築されるとともに、同年には諏訪神社も創建された。1649年には白山神社が創建された。
- 八坂神社[3]
- 八幡神社[3]
- 神明神社[3]
- 赤山神社[3]
- 津島神社[3]

## 村内の大字
1949年（昭和24年）に発行された『全國市町村便攬』6版によれば、村内の大字は以下の通りである。
- 大石[5]
- 中[5]
- 西之谷[5]

## 名所・旧跡・観光スポット・祭事・催事
1086年（応徳2年）に始まった八坂神社の祇園祭は、1984年（昭和59年）に「大東町八坂神社の祇園囃子と祭礼行事」として静岡県指定無形民俗文化財に指定されている。
- 火ヶ峰砦跡
- 中村砦跡
- 八坂神社祇園祭[6]

### 註釈
1. ↑  静岡県小笠郡大東町は、旧掛川市、大須賀町と合併し、2005年に新制掛川市が設置されたが、静岡県指定無形民俗文化財の名称は改称されていない[7]。